# Desigualdad de las medias aritmética y geométrica

Demostración visual de la desigualdad de las medias aritmética y geométrica.

En matemáticas, se conoce como desigualdad entre media aritmética y geométrica, o AM-GM, aquella desigualdad que establece que la media aritmética de un conjunto de números reales positivos es mayor o igual que la media geométrica del mismo conjunto, cumpliéndose únicamente la igualdad cuando todos los elementos del conjunto sean iguales.

## Media aritmética y media geométrica
La media aritmética de un conjunto de números reales {\displaystyle {x_{1},x_{2},\dots ,x_{n}}} es igual a la suma dividida por el número total de elementos,
{\displaystyle {\frac {x_{1}+x_{2}+\cdots +x_{n}}{n}}.}
La media geométrica de un conjunto de reales no negativos {\displaystyle {x_{1},x_{2},\dots ,x_{n}}\in \mathbb {R} ^{+}}, es igual a la raíz enésima del producto de todos ellos:
{\displaystyle {\sqrt[{n}]{x_{1}x_{2}\cdots x_{n}}}.}

## La desigualdad
Sea {\displaystyle {x_{1},x_{2},\dots ,x_{n}}\in \mathbb {R} ^{+}} entonces
{\displaystyle {\frac {x_{1}+x_{2}+\cdots +x_{n}}{n}}\geq {\sqrt[{n}]{x_{1}x_{2}\cdots x_{n}}}.}
La igualdad se cumple si y sólo si {\displaystyle {x_{1}=x_{2}=\cdots =x_{n}}}.

## Demostración por inducción
Para demostrar la desigualdad MA-MG, se desarrollará por una variante del método de inducción matemática, demostrando que la MA-MG es cierta para 2 elementos, luego generalizándolo para 2n elementos y demostrando que si es cierta para n es cierta para n-1 elementos (variante "adelante-atrás" según Augustin Louis Cauchy).
Sea {\displaystyle {x_{1},x_{2},\dots ,x_{n}}\in \mathbb {R} ^{+}} un conjunto de n elementos.
Procedemos a considerar el primer paso en que n=2:
{\displaystyle (x_{1}-x_{2})^{2}\geq 0}
{\displaystyle x_{1}^{2}-2x_{1}x_{2}+x_{2}^{2}\geq 0}
{\displaystyle x_{1}^{2}+2x_{1}x_{2}+x_{2}^{2}\geq 4x_{1}x_{2}}
{\displaystyle (x_{1}+x_{2})^{2}\geq 4x_{1}x_{2}}
{\displaystyle {\frac {(x_{1}+x_{2})^{2}}{4}}\geq x_{1}x_{2}}
{\displaystyle {\frac {x_{1}+x_{2}}{2}}\geq {\sqrt[{2}]{x_{1}x_{2}}}}
Quedando así demostrado para n=2, luego se demuestra que si es cierta para n es cierta para 2n elementos.
{\displaystyle {\frac {x_{1}+x_{2}+\cdots +x_{2n}}{2n}}\geq {\sqrt[{2n}]{x_{1}x_{2}\cdots x_{2n}}}}
{\displaystyle {\frac {{\frac {(x_{1}+x_{2}+\cdots +x_{n})}{n}}+{\frac {(x_{n+1}+x_{n+2}+\cdots +x_{2n})}{n}}}{2}}\geq {\sqrt[{2}]{{\frac {(x_{1}+x_{2}+\cdots +x_{n})}{n}}{\frac {(x_{n+1}+x_{n+2}+\cdots +x_{2n})}{n}}}}}
Siguiendo la hipótesis,
{\displaystyle {\frac {x_{1}+x_{2}+\cdots +x_{n}}{n}}\geq {\sqrt[{n}]{x_{1}x_{2}\cdots x_{n}}}}
Se sigue que,
{\displaystyle {\frac {{\frac {(x_{1}+x_{2}+\cdots +x_{n})}{n}}+{\frac {(x_{n+1}+x_{n+2}+\cdots +x_{2n})}{n}}}{2}}\geq {\sqrt[{2}]{{\sqrt[{n}]{(x_{1}x_{2}\cdots x_{n})}}{\sqrt[{n}]{(x_{n+1}x_{n+2}\cdots x_{2n})}}}}}
Siendo esto igual a,
{\displaystyle {\frac {x_{1}+x_{2}+\cdots +x_{2n}}{2n}}\geq {\sqrt[{2n}]{x_{1}x_{2}\cdots x_{2n}}}}
Quedando así demostrado que si es cierto para n elementos es cierto para 2n elementos.
Ahora procedemos a demostrar que si es cierta para n elementos es cierta para n-1 elementos,
Sean {\displaystyle {x_{1},x_{2},\dots ,x_{n-1}}\in \mathbb {R} ^{+}} y {\displaystyle x_{n}={\frac {x_{1}+x_{2}+\cdots +x_{n-1}}{n-1}}}
Se considera la desigualdad de todos los elementos mencionados,
{\displaystyle {\frac {x_{1}+x_{2}+\cdots +x_{n-1}+{\frac {x_{1}+x_{2}\cdots +x_{n-1}}{n-1}}}{n}}\geq {\sqrt[{n}]{x_{1}x_{2}\cdots x_{n-1}{\frac {x_{1}+x_{2}\cdots +x_{n-1}}{n-1}}}}}
{\displaystyle {\frac {(n-1)x_{1}+(n-1)x_{2}+\cdots +(n-1)x_{n-1}+x_{1}+x_{2}\cdots +x_{n-1}}{(n-1)n}}\geq {\sqrt[{n}]{x_{1}x_{2}\cdots x_{n-1}}}{\sqrt[{n}]{\frac {x_{1}+x_{2}\cdots +x_{n-1}}{n-1}}}}
{\displaystyle {\frac {nx_{1}+nx_{2}+\cdots +nx_{n-1}}{(n-1)n}}\geq {\sqrt[{n}]{x_{1}x_{2}\cdots x_{n-1}}}{\sqrt[{n}]{\frac {x_{1}+x_{2}\cdots +x_{n-1}}{n-1}}}}
{\displaystyle {\frac {x_{1}+x_{2}+\cdots +x_{n-1}}{n-1}}\geq {\sqrt[{n}]{x_{1}x_{2}\cdots x_{n-1}}}{\sqrt[{n}]{\frac {x_{1}+x_{2}\cdots +x_{n-1}}{n-1}}}}
{\displaystyle ({\frac {x_{1}+x_{2}+\cdots +x_{n-1}}{n-1}})^{\frac {n-1}{n}}\geq ({x_{1}x_{2}\cdots x_{n-1}})^{\frac {1}{n}}}
{\displaystyle ({\frac {x_{1}+x_{2}+\cdots +x_{n-1}}{n-1}})^{\frac {n-1}{1}}\geq ({x_{1}x_{2}\cdots x_{n-1}})}
Haciendo raíz n-1-ésima se sigue,
{\displaystyle ({\frac {x_{1}+x_{2}+\cdots +x_{n-1}}{n-1}})\geq ({x_{1}x_{2}\cdots x_{n-1}})^{\frac {1}{n-1}}}
Quedando así demostrado por el método inductivo, la veracidad de la desigualdad AM-GM.
{\displaystyle {\frac {x_{1}+x_{2}\cdots +x_{n}}{n}}\geq {\sqrt[{n}]{x_{1}x_{2}\cdots x_{n}}},\forall n\in \mathbb {N} } Q.E.D.